# Egon von Tresckow
Egon von Tresckow (* 27. Februar 1907 in Montigny bei Metz, Deutsches Reich; † 25. März 1952 in Kassel; Pseudonym: Tres.) war ein deutscher Trickfilmzeichner, Illustrator, Comiczeichner und Karikaturist.

## Leben
Der als Sohn deutscher Eltern in der bei Metz liegenden Stadt Montigny geborene von Tresckow wuchs in Bielwiese bei Steinau in Niederschlesien auf. Nach einem Studium der Musik war er in verschiedenen Berufen tätig, bevor er, entdeckt und gefördert durch Paul Simmel, der von Tresckows Talent erkannt hatte, 1927 in Berlin eine Tätigkeit als Pressezeichner aufnahm. Ab 1930 arbeitete von Tresckow als Trickfilmzeichner bei der UFA, die er 1943 als künstlerischer Leiter wieder verließ, um bei den Filmen von Hans Fischerkoesen mitzuwirken. Nach dem Krieg zog von Tresckow nach Kassel und zeichnete für die Hessischen Nachrichten. Eine größere Bekanntheit erlangte er, der mit Tres. signierte, durch seine sogenannten  „Märchenbuchfilme“. Dabei handelte es sich um Bildstreifen, in denen bekannte Märchen zeichnerisch umgesetzt wurden. Außer in den Hessischen Nachrichten erschienen diese „Märchenbuchfilme“ noch in ungefähr 15 weiteren Tageszeitungen aus dem gesamten Bundesgebiet, wurden international vermarktet und auch in Buchform herausgebracht.

## Werke

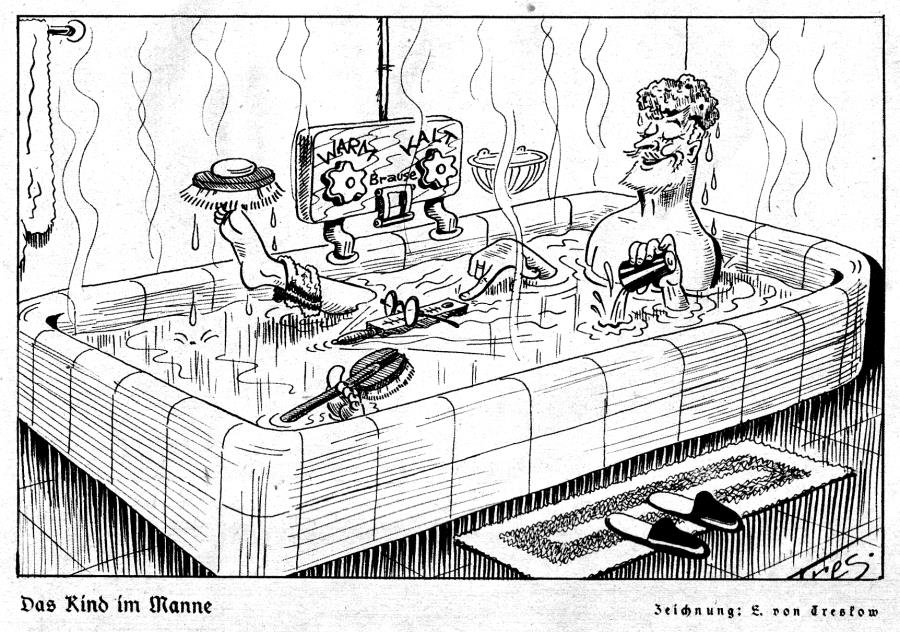
Tres: Das Kind im Manne (1936)

- Das Märchen von einem, der auszog, das Fürchten zu lernen, Hessische Druck- und Verlags-Anstalt, Kassel 1950
- Vom Fischer und seiner Frau, Hessische Druck- und Verlags-Anstalt, Kassel 1950
- Das hässliche junge Entlein und Wie Vater und Sohn einen Esel kauften, Hessische Druck- und Verlags-Anstalt, Kassel 1952